# Казахский орнамент

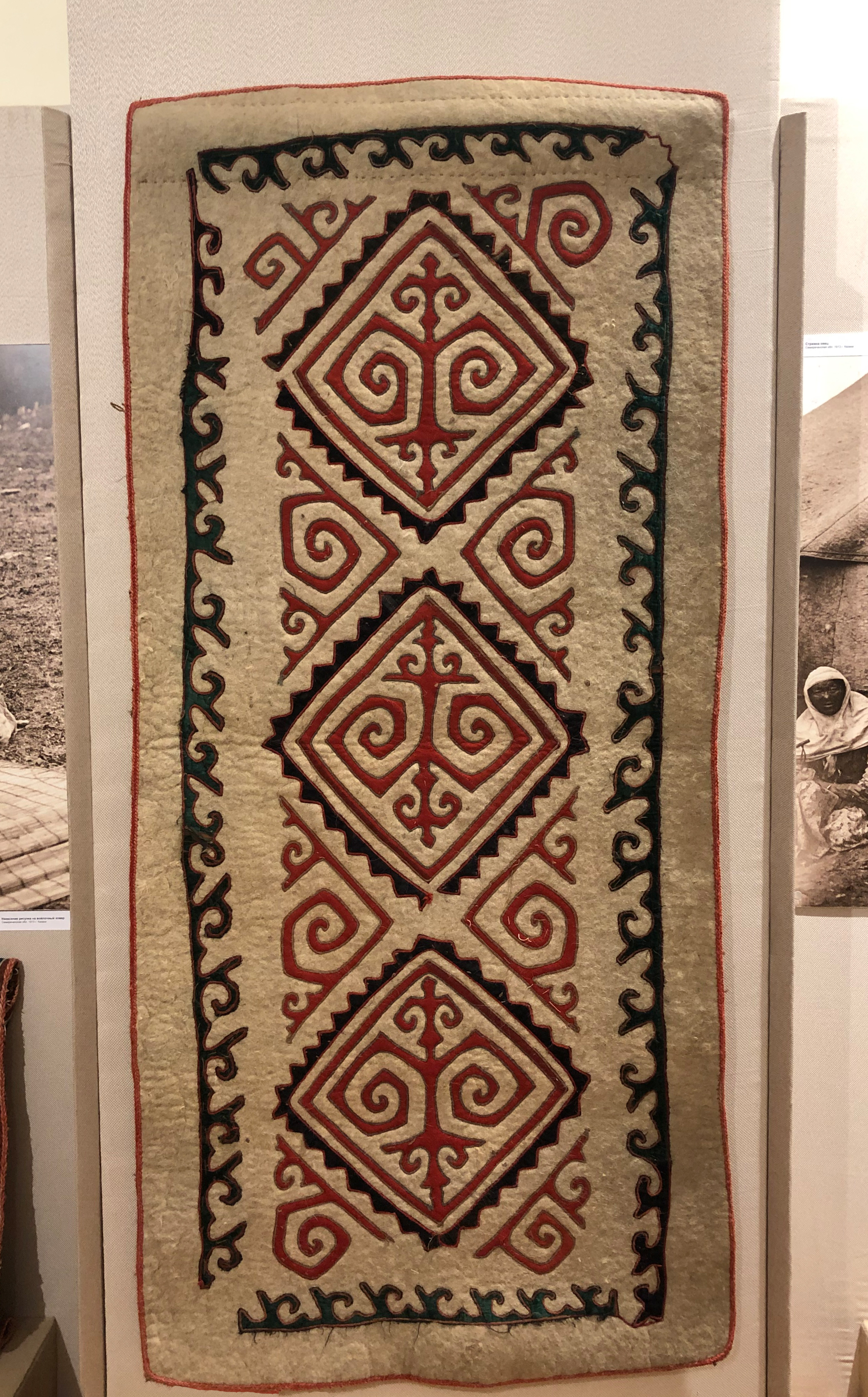
Казахский войлочный ковёр из собрания Государственного Этнографического музея (Санкт-Петербург)

Казахский орнамент (лат. ornamentum — украшение) — узор, состоящий из ритмически упорядоченных элементов, свойственных казахскому народному искусству. Характеризуется богатством и разнообразием узоров, изящных и гармоничных по рисунку, композиционному ритму, цвету.

## История
- Первые письменные упоминания о казахских узорах и орнаментах датируются началом XVI века[1]. В древности по орнаменту у казахов можно было определить, к какому роду или жузу относится обладатель орнаментированной вещи[2].
- В эстетической культуре казахского народа орнамент достиг большого разнообразия форм и занял доминирующее место в конце XIX века[3]. Узоры отражали окружающую действительность: так, если XIX веке в одежде преобладали растительные орнаменты, чаще всего — тюльпаны, то после полёта Гагарина в космос мастерицы вышивали ракеты и звёзды[1].
- С. М. Дудин выделяет четыре особенности казахской орнаментики: равенство фона и узора, разнозначность мотивов как узора, так и фона, ограниченность цветовой гаммы орнамента и наличие верха и низа в орнаментальных композициях[4].

## Типы орнаментов
По особенностям ритма, композиции, симметрии различают типы орнамента: зооморфный, геометрический, растительный и космогонический:
- Наиболее распространённым является зооморфный орнамент. Зооморфными узорами — кошкар муйз (бараний рог), кос муйз (соединённые рога), туйе табан (верблюжий след), и др. — украшались войлочные изделия, различные предметы домашнего обихода из кожи и дерева. Встречается в войлочных изделиях (текемет, сырмак), в ткачестве (баскур, алаша, ковёр), а также в изделиях из кожи, кости, дерева, металла. В некоторых видах изделий рисунок элемента выполняется в технике аппликации. Для окраски его применяются красные, зелёные, коричневые, белые, чёрные тона.
- Геометрические орнаментальные мотивы получили распространение в ткачестве, архитектурном декоре (треугольник, ромб, крест, доисторическая свастика). Встречается в бордюрах ковровых изделий, в обрамлении центр, поля текеметов — войлочных ковров. Окрашивается в чёрный, синий, бордовый, коричневый тона.
- Растительные узоры встречаются в вышивке и ткачестве (цветок, лист, побег). Свободно заполняя поверхность, такие узоры не оставляют фона, придают изделию нарядный и праздничный вид. Окрашивается в жёлтый, оранжевый, красный, розовый, бордовый тона.
- Космогонические знаки (солнце, звезда, полумесяц) применяются в ковроткачестве для заполнения центральной части композиции, например, узор «Кайнар — родничок» родился в скотоводческом хозяйстве, испытывающем потребность в пастбищах и водопоях. Используются голубой, синий, фиолетовый цвета[3].

## Цвет и техника
Каждый цвет в орнаменте имеет свою символику. Например, голубой — символ неба, белый — радости, счастья, жёлтый — знания, мудрости, красный — огня, солнца, зелёный — юности и весны, чёрный — земли. В казахском декоративном искусстве вечный мотив борьбы добра и зла представлен единством непримиримых противоположностей. В каждой орнаментной композиции дана картина космоса, социума и личности в их единстве. Особое место занимает треугольник и элементы, заключённые в нём. Треугольник означает соединение трёх миров воедино. По традиционным понятиям, он изображает рыбу, стрелу и птицу, представляющих три стихии — воду, землю и воздух, а мотив рогов барана в треугольнике представляет четвёртую стихию — огонь.
Орнамент исполняется в различной технике: может быть вырезан на дереве, гравирован или припаян на металле, вкатан или вшит в войлок, вышит на ткани или выткан на ворсовом ковре. Одни и те же мотивы можно встретить на деревянной входной двери, купольном круге шанырака, на ювелирных украшениях. В юрте узорными полосами скрепляются все элементы: стенные решётки с жердями, с шанырака спускаются шашак бау (плетёные узорные шнуры с кисточками). Также в одежде орнаментированы края подола, рукавов, воротника, головных уборов (тюбетеек) и обуви, в посуде — края деревянных блюд, пиал, окружности половников (ожау) и посудные чехлы (аяк-кап). В казахском языке орнаментирование называется «ою», что означает «углубление, выбивание», и слово относится к древнейшим временам, когда рисунок выбивался в камне.
Множество предметов прикладного характера могут претендовать на статус символа искусства кочевника. Яркими примерами служат: торсык — сосуд для кумыса, сшитый из матовой тиснёной кожи с роговыми завитками по обе стороны, сырмак — мозаичный войлочный ковёр, главный мотив которого — рога барана. Высокого уровня достигло искусство косторезов — суйекши. Орнаментом из резной кости украшались деревянные изделия — спинки кроватей, деревянные подголовники (жастык агаш), подставки (жукаяк) для хранения скатанных ковров, войлоков и одеял, навершия («верхушки») кереге и уыков в юрте, а также музыкальные инструменты. Самый тёплый из материалов — войлок, образцы которого найдены при раскопках захоронений ранних кочевников.